# Liste der Bodendenkmäler in Bach an der Donau
Auf dieser Seite sind die Bodendenkmäler in der Oberpfälzer Gemeinde Bach an der Donau zusammengestellt. Diese Tabelle ist eine Teilliste der Liste der Bodendenkmäler in Bayern. Grundlage ist die Bayerische Denkmalliste, die auf Basis des Bayerischen Denkmalschutzgesetzes vom 1. Oktober 1973 erstmals erstellt wurde und seither durch das Bayerische Landesamt für Denkmalpflege geführt wird. Die folgenden Angaben ersetzen nicht die rechtsverbindliche Auskunft der Denkmalschutzbehörde.

## Bodendenkmäler in der Gemeinde

### Bodendenkmäler in der Gemarkung Bach an der Donau
| Lage                                      | Objekt | Akten-Nr.     | Bild           |
| ----------------------------------------- | --- | ------------- | -------------- |
| Bach an der Donau (Standort)              | Siedlung des Hochmittelalters. Siehe auch: Mittelalter | D-3-6939-0039 |                |
| Bach an der Donau Kirchgasse 2 (Standort) | Archäologische Befunde und Funde im Bereich der katholischen Pfarrkirche Mariä Geburt in Bach an der Donau, darunter die Spuren von Vorgängerbauten bzw. älteren Bauphasen und der aufgelassene historische Ortsfriedhof. | D-3-6939-0190 | weitere Bilder |

### Bodendenkmäler in der Gemarkung Demling
| Lage                           | Objekt | Akten-Nr.     | Bild                             |
| ------------------------------ | --- | ------------- | -------------------------------- |
| Demling Austraße 39 (Standort) | Archäologische Befunde und Funde im Bereich der Katholischen Filialkirche St. Andreas in Demling, darunter die Spuren von Vorgängerbauten bzw. älterer Bauphasen. | D-3-6939-0188 | Archäologische Befunde und Funde |

### Bodendenkmäler in der Gemarkung Frengkofen
| Lage                                 | Objekt | Akten-Nr.     | Bild           |
| ------------------------------------ | --- | ------------- | -------------- |
| Frengkofen (Standort)                | Siedlung mit Grabenwerk vor- und frühgeschichtlicher Zeitstellung. | D-3-6939-0022 |                |
| Frengkofen Donaustraße 12 (Standort) | Archäologische Befunde des Mittelalters und der frühen Neuzeit im Bereich der Katholischen Filialkirche St. Bartholomäus in Frengkofen, darunter die Spuren von Vorgängerbauten bzw. älterer Bauphasen. | D-3-6939-0185 | weitere Bilder |

### Bodendenkmäler in der Gemarkung Kruckenberg
| Lage                   | Objekt                                                          | Akten-Nr.     | Bild |
| ---------------------- | --------------------------------------------------------------- | ------------- | ---- |
| Kruckenberg (Standort) | Vorgeschichtlicher Ringwall, Höhensiedlung der Urnenfelderzeit. | D-3-6939-0018 |      |